# Raees
Raees è un film del 2017, diretto da Rahul Dholakia.

## Trama
Gujrat, anni ’60. Raees è un ragazzino sveglio e brillante che vive in povertà con la madre in un quartiere umile della città di Fatehpur, dove vi sono tensioni sociali e malavita organizzata legata al contrabbando di bevande alcoliche illegali. 
Per guadagnare un po’ di denaro Raees, insieme all’amico Sadiq, decide di lavorare per il gangster Jairai, per il quale esegue consegne di bottiglie, seguendo la filosofia di sua madre: “nessun lavoro è troppo umile e nulla è più importante degli affari, ma solo finché non fai del male a nessuno”.
Passano gli anni, Raees è ora un giovane uomo. Lavora sempre per Jairai, che ne apprezza molto l’intelligenza, la creatività, la lealtà e l’intraprendenza negli affari; è segretamente fidanzato con una ragazza del quartiere, Aaasiya, e non tollera che lo si derida per via dei suoi occhiali.
Raees decide di mettersi in proprio insieme all’amico d’infanzia nel contrabbando di bevande alcoliche pur continuando ad acquistare da Jairai, ma questi, che teme di perdere un valido sottoposto e acquisire un forte concorrente, lo umilia insinuando che i due non hanno il denaro necessario e dando loro un ultimatum di soli tre giorni per effettuare un acquisto iniziale del valore di un lakh (100 000 rupie), somma da cui in effetti i risparmi dei due giovani sono ben lontani.
Raees mette a punto un ingegnoso piano: prendere in prestito un’auto lasciando in pegno la propria moto, cedere l’auto a un pastore in cambio del suo gregge e vendere le capre al mercato di Mumbai, dove il loro valore è elevato a causa dell’imminenza della festività di Eid. Giunti però al mercato i due giovani, sprovvisti di licenza, vengono aggrediti dagli scagnozzi di un boss locale, Musa, che si appropriano anche delle capre.
I due tornano a Fatehpur con la coda tra le gambe, ma vengono raggiunti da un malavitoso che si presenta come un avversario di Musa e offre loro un lakh per ucciderlo. I due rifiutano, al che lo sconosciuto rivela di essere in realtà il braccio destro di Musa, consegna loro il denaro come pagamento per la carne e assicura loro che con l’onestà dimostrata hanno guadagnato il supporto del potente boss. 
Raees riesce quindi a mettersi in proprio: grazie al suo spiccato senso degli affari la sua attività di contrabbando di alcolici fiorisce, e pur svolgendo un’attività illegale mantiene una forte etica e attenzione al bene comune, diventando un punto di riferimento per la sua comunità. Le sue doti politiche gli procurano il supporto anche del primo ministro del Gujrat. Nel frattempo sposa Aasiya (Udi udi jaye).
Il leader dell’opposizione politica porta a Fatehpur un ispettore della polizia particolarmente agguerrito per il proibizionismo, Majmudar. Tutti i contrabbandieri della zona ne risentono, tranne Raees, grazie agli stratagemmi sorprendenti che riesce sempre a mettere in atto per eludere i controlli.
Raees propone a Jairai di creare un cartello per aiutarsi a vicenda contro Majmudar, ma il pigmalione della sua infanzia risponde con un tentativo di assassinio nei suoi confronti, cosa di cui Raees viene a conoscenza lo stesso giorno in cui Aasiya gli rivela di aspettare un bambino. Raees, pur a malincuore, uccide Jairai con uno dei suoi astuti stratagemmi (Laila mein laila).
Tutto sembra nuovamente procedere per il meglio (Zaalima), e Raees rivela ad Aasiya il suo vero sogno: utilizzare le ricchezze ormai accumulate grazie al contrabbando per creare un nuovo quartiere di edilizia popolare che sarà sicuro, offrirà scuole di qualità a tutti i bambini e un ospedale umanitario intitolato a sua madre. Raees presenta quindi il progetto alla gente del suo quartiere, proponendo loro di acquistare la futura proprietà degli appartamenti pagandola solo la metà, e tutti accettano entusiasti. Grazie al supporto del Primo ministro Raees fa pressione affinché Majmudar venga trasferito in una sala di controllo apparentemente inutile, lontano dal cuore dell’azione, ma l’astuto giustizialista riesce anche da lì a stargli addosso avviando una serrata attività di intercettazioni telefoniche.
Raees si scontra pubblicamente con il leader dell’opposizione durante una manifestazione contro le bevande alcoliche, al che il Primo ministro, fingendo di essergli alleato, gli propone di lasciarsi arrestare solo per consentirgli una manovra di facciata agli occhi dell’opinione pubblica, promettendogli che sarà rilasciato nel giro di pochi giorni. Il Primo ministro tradisce invece Raees, alleandosi con l’opposizione e tenendolo in prigione.
Raees riesce però a ribaltare la situazione candidandosi alle imminenti elezioni: grazie alla sua popolarità e alla capillare campagna elettorale capitanata da Aasiya, vince e torna sulla cresta dell’onda come nuovo leader dell’opposizione.
Quando alcuni attentati e conflitti tra musulmani e induisti portano il governo a istituire un coprifuoco che mette in ginocchio la popolazione, Raees viene in aiuto a tutti distribuendo pasti alle famiglie di entrambe le religioni indiscriminatamente, ma le spese elevate dovute a questo e all’ambizioso progetto di costruzione già in corso, unitamente al calo delle vendite di alcolici a causa appunto del coprifuoco, provocano difficoltà e tensioni tra Raees, Sadiq e Aasiya.
Il Primo ministro inoltre trasferisce nuovamente Majmudar a Fatehpur e fa dichiarare ad uso esclusivamente agricolo i terreni di Raees, condannando il progetto edilizio all’interruzione definitiva. Raees è ora sommerso dai debiti, in quanto dovrà restituire a tutti i membri della comunità le somme da loro investite nel progetto fallito (Saanson ke).
Come ultima spiaggia, Raees si rivolge a Musa chiedendogli un prestito, ma questi gli offre invece un rischioso incarico rifiutato da altri, una missione che consiste nel contrabbando di un carico di oro via nave dagli Emirati Arabi. Raees porta a termine il lavoro e riesce a ripagare i debiti, ma tempo dopo fa un’atroce scoperta: dietro gli attentati a sfondo religioso, nel frattempo cresciuti in numero e portata, c’è proprio Musa, e l’oro era in realtà una copertura per trasportare il materiale esplosivo da utilizzare negli attacchi.
Raees è devastato, sente di essersi involontariamente reso responsabile della morte di innumerevoli innocenti e di aver tradito i valori della madre che lo avevano guidato fino a quel momento, oltre al fatto che la polizia è nel frattempo risalita a lui ed è quindi ricercato come complice negli attentati. 
In una furiosa incursione punitiva Raees uccide Musa, dopodiché torna a casa facendosi accompagnare dalla stampa per evitare di subire l’esecuzione a vista che, come ha correttamente intuito, Majmudar ha ottenuto informalmente il permesso di effettuare. Dopo un saluto commosso a Sadiq, Aasiya e al piccolo Faizaan, Raees si lascia arrestare e viene portato nel deserto, dove si lascia uccidere da Majmudar, non prima di avergli domandato se proverà rimorso.
La voce narrante del poliziotto conclude il film affermando che questa domanda resterà sempre con lui.

## Colonna sonora
1. Pawni Pandey – Laila Main Laila – 5:06
2. Arijit Singh, Harshdeep Kaur – Zaalima – 4:59
3. Sukhwinder Singh, Bhoomi Trivedi, Karsan Das Sagathia – Udi Udi Jaye – 4:20
4. Mika Singh – Dhingana – 2:46
5. Ram Sampath, Tarannum Malik – Enu Naam Che Raees – 3:01
6. KK – Saanson Ke – 4:03
7. Roshan Rathod – Ghammar Ghammar – 2:39
8. Shreya Ghoshal, Sonu Nigam, Ram Sampath – Halka Halka – 3:58